# Saski Baskonia 2020-2021
Questa voce raccoglie le informazioni riguardanti il Saski Baskonia nelle competizioni ufficiali della stagione 2020-2021.

## Stagione
La stagione 2020-2021 del Saski Baskonia è la 48ª nel massimo campionato spagnolo di pallacanestro, la Liga ACB.

## Roster
Aggiornato al 14 luglio 2020.
| Kirolbet Baskonia 2020-21 | Kirolbet Baskonia 2020-21 |
| Giocatori                 | Staff tecnico             |
| ------------------------- | ------------------------- |

| N. | Naz.                                      | Ruolo | Nome              | Anno | Alt.   | Peso   |  |
| -- | ----------------------------------------- | ----- | ----------------- | ---- | ------ | ------ |  |
| 2  | Estonia (bandiera) · Spagna (bandiera)    | AP    | Sander Raieste    | 1999 | 204 cm | 95 kg  |  |
| 3  | Argentina (bandiera) · Italia (bandiera)  | P     | Luca Vildoza (C)  | 1995 | 190 cm | 86 kg  |  |
| 4  | Stati Uniti (bandiera) · Haiti (bandiera) | PG    | Frantz Massenat   | 1992 | 192 cm | 87 kg  |  |
| 5  | Nigeria (bandiera)                        | C     | Tonye Jekiri      | 1994 | 213 cm | 103 kg |  |
| 7  | Stati Uniti (bandiera)                    | PG    | Pierriá Henry     | 1993 | 196 cm | 89 kg  |  |
| 8  | Lituania (bandiera) · Spagna (bandiera)   | AP    | Tadas Sedekerskis | 1998 | 200 cm | 96 kg  |  |
| 10 | Andorra (bandiera) · Spagna (bandiera)    | P     | Quino Colom       | 1988 | 188 cm | 88 kg  |  |
| 12 | Senegal (bandiera) · Spagna (bandiera)    | C     | Ilimane Diop (C)  | 1995 | 210 cm | 104 kg |  |
| 19 | Senegal (bandiera) · Francia (bandiera)   | C     | Youssoupha Fall   | 1995 | 223 cm | 125 kg |  |
| 25 | Stati Uniti (bandiera)                    | AG    | Alec Peters       | 1995 | 206 cm | 107 kg |  |
| 30 | Slovenia (bandiera)                       | GA    | Zoran Dragić      | 1989 | 196 cm | 91 kg  |  |
| 31 | Lituania (bandiera)                       | GA    | Rokas Giedraitis  | 1992 | 201 cm | 88 kg  |  |
| 33 | Italia (bandiera)                         | AG    | Achille Polonara  | 1991 | 205 cm | 102 kg |  |
| 47 | Lettonia (bandiera) · Spagna (bandiera)   | PG    | Artūrs Kurucs     | 2000 | 189 cm | 90 kg  |  |
| -  | Rep. Ceca (bandiera) · Spagna (bandiera)  | A     | Ondrej Hanzlik    | 2002 | 200 cm |        |  |
| -  | Russia (bandiera)                         | AP    | Pavel Savkov      | 2002 | 200 cm |        |  |
| -  | Senegal (bandiera) · Spagna (bandiera)    | AC    | Pape Sow          | 2003 | 203 cm |        |  |

| Allenatore                                                                                          |
| - Duško Ivanović                                                                                    |
| Assistente/i                                                                                        |
| - Xabier Aspe - Murat Bilge - David Gil Legenda - (C) Capitano - (IN) Inattivo - Infortunato Roster |

## Mercato

### Sessione estiva
| Acquisti | Acquisti           | Acquisti       | Acquisti      | Acquisti |
| R.a      | Nome               | da             | Modalità      |          |
| -------- | ------------------ | -------------- | ------------- | -------- |
| C        | Tonye Jekiri       | ASVEL          | svincolato    |          |
| AG       | Alec Peters        | Anadolu Efes   | svincolato    |          |
| GA       | Rokas Giedraitis   | Alba Berlino   | svincolato    |          |
| G        | Khadeen Carrington | R. Ludwigsburg | svincolato    |          |
| AP       | Sander Raieste     | Kalev/Cramo    | fine prestito |          |
| AG       | Jurij Macura       | Mega Belgrado  | fine prestito |          |
| AC       | Daniel Bordignon   | Cantabria      | fine prestito |          |

| Cessioni | Cessioni           | Cessioni        | Cessioni                   | Cessioni |
| R.       | Nome               | a               | Modalità                   |          |
| -------- | ------------------ | --------------- | -------------------------- | -------- |
| AG       | Tornik'e Shengelia | CSKA Mosca      | definitivo (1,6 milioni €) |          |
| P        | Jayson Granger     | Alba Berlino    | fine contratto             |          |
| AP       | Shavon Shields     | Olimpia Milano  | fine contratto             |          |
| AP       | Patricio Garino    | Žalgiris Kaunas | fine contratto             |          |
| AG       | Jurij Macura       | Primorska       | prestito                   |          |
| C        | Micheal Eric       | Türk Telekom    | rescissione                |          |
| P        | Semaj Christon     | Tofaş Bursa     | fine contratto             |          |
| P        | Sergi García       | Andorra         | fine contratto             |          |
| AG       | Ajdin Penava       | Mons-Hainaut    | fine contratto             |          |
| GA       | Miguel González    | Real Canoe      | prestito                   |          |
| G        | Khadeen Carrington | Monaco          | risoluzione                |          |
| G        | Matt Janning       | Free agent      | fine contratto             |          |
| AC       | Daniel Bordignon   |                 | ritirato                   |          |

### Dopo l'inizio della stagione
| Acquisti | Acquisti        | Acquisti     | Acquisti         | Acquisti      |
| R.       | Nome            | da           | Data             | Modalità      |
| -------- | --------------- | ------------ | ---------------- | ------------- |
| AG       | Jurij Macura    | Primorska    | 23 dicembre 2020 | fine prestito |
| P        | Quino Colom     | Stella Rossa | 7 maggio 2021    | svincolato    |
| PG       | Frantz Massenat | V.L. Pesaro  | 11 maggio 2021   | svincolato    |

| Cessioni | Cessioni     | Cessioni     | Cessioni         | Cessioni    |
| R.       | Nome         | a            | Data             | Modalità    |
| -------- | ------------ | ------------ | ---------------- | ----------- |
| AG       | Jurij Macura | FMP Belgrado | 31 dicembre 2020 | prestito    |
| P        | Luca Vildoza | N.Y. Knicks  | 6 maggio 2021    | rescissione |